# Wild Women – Gentle Beasts
Wild Women: Gentle Beasts es un largometraje documental de la directora suiza Anka Schmid de 2015, en el que se muestra la vida y el trabajo de varias domadoras de animales de cuatro naciones: Francia, Alemania, Rusia y Egipto. La película ofrece una mirada íntima sobre la vida de cinco mujeres domadoras de animales salvajes que trabajan en circos, y muestra tanto su destreza artística como los desafíos personales y profesionales que enfrentan en un entorno en vías de extinción.
El estreno tuvo lugar en el festival de cine Visions du Réel en Nyon en abril de 2015. El estreno internacional tuvo lugar en el Festival Internacional de Cine de Hof en octubre de ese mismo año.

## Sinopsis
Wild Women - Gentle Beasts sigue a cinco mujeres de diferentes países —Namayca Bauer (Francia), Carmen Zander (Alemania), Nadezhda Takshantova (Rusia) y su hija Aliya Takshantova (Rusia), y Anosa Kouta (Egipto/Catar)— que entrenan y actúan con tigres, leones y osos en el circo. A través de su trabajo, estas mujeres exploran la dualidad entre la fragilidad femenina y la fuerza de las bestias, jugando con la imagen de la bella y la bestia. El documental muestra su vida cotidiana, marcada por la dedicación, el riesgo y una relación profundamente sensual y exigente con sus animales. Además, aborda temas como la lucha por la supervivencia profesional y el equilibrio entre la admiración pública y la exclusión social.
La directora y productora del film, Anka Schmid, conocida por su enfoque en historias humanas y marginales, utiliza una narrativa visual dinámica para capturar la energía y el magnetismo de las protagonistas. El filme combina momentos de tensión física con escenas poéticas, creando una atmósfera que desafía las convenciones del documental tradicional.

## Protagonistas
- Namayca Bauer: es una joven domadora de 19 años que trabaja con una variedad de animales, incluidos leones, tigres, caballos y perros. Proviene de una familia de siete generaciones en el circo y ha sido reconocida en festivales internacionales
- Carmen Zander: es una domadora alemana que comparte su vida y profesión con su pareja y su hija. Su historia refleja el equilibrio entre la vida familiar y los desafíos del circo.
- Nadezhda Takshantova: Junto a su hija Aliya, representa la tradición de las domadoras rusas. Su relación con los animales es una mezcla de respeto profundo y dominio técnico. Por su parte su hija, sigue los pasos de su madre, enfrentando los mismos retos y compartiendo una conexión especial con los animales.
- Anosa Kouta: es una estrella del circo en el mundo árabe, conocida por su valentía y presencia en el escenario. Su historia también aborda las tensiones culturales y políticas que afectan su profesión.

## Festivales y proyecciones
- Abril de 2015: Visions du Réel, Nyon.
- Agosto de 2015: Festival de Cine de Locarno.
- Noviembre de 2015: Festival Internacional de Cine de Dharamshala.
- Noviembre de 2015: Biberacher Filmfestspiele
- Diciembre de 2015: Artdocfest Moscú.
- Febrero de 2016: Festival Internacional de Cine de Mujeres de El Cairo.
- Enero de 2016: Festival de Cine de Soleura.
- Marzo de 2016: Festival de Documentales de Tesalónica.